# Hodjikent
Hodjikent, aussi Xojikent, (en ouzbek : Hoʻjakent / Ҳўжакент ou Xojikent / Хожикент, en russe : Ходжикент), parfois Hojikent, Khodjikent, Khodjakent ou Hojakent, est un village d'Ouzbékistan situé dans la province de Tachkent, dans le district de Bostanliq.